# منتخب اليابان تحت 17 سنة لكرة السلة
منتخب اليابان تحت 17 سنة لكرة السلة  هو ممثل اليابان الرسمي في المنافسات الدولية في كرة السلة  تحت 17 سنة.